# Passagem Franca do Piauí
Passagem Franca do Piauí este un oraș în Piauí (PI), Brazilia.